# Арлагульский сельсовет
Арлагульский сельсовет — упразднённое сельское поселение и соответствующая административно-территориальная единица в Лебяжьевском районе Курганской области Российской Федерации.
Административный центр — село Арлагуль.

## История
Статус и границы сельского поселения установлены Законом Курганской области от 4 ноября 2004 года № 707 «Об установлении границ муниципального образования Арлагульского сельсовета, входящего в состав муниципального образования Лебяжьевского района».
10 декабря 2020 года Арлагульский упразднён в связи с преобразованием Лебяжьевского муниципального района в муниципальный округ.

## Население
| 1989 | 2002 | 2004 | 2010 | 2012 | 2013 | 2014 |
| ---- | ---- | ---- | ---- | ---- | ---- | ---- |
| 1037 | ↘909 | ↗916 | ↘677 | ↘651 | ↘624 | ↘602 |
| 2015 | 2016 | 2017 | 2018 | 2019 | 2020 |      |
| ↘563 | ↘550 | ↘518 | ↘510 | ↘484 | ↘480 |      |

## Состав сельского поселения
| № | Населённый пункт | Тип населённого пункта       | Население |
| - | ---------------- | ---------------------------- | --------- |
| 1 | Арлагуль         | село, административный центр | ↘370      |
| 2 | Большое Моховое  | деревня                      | ↘164      |
| 3 | Малый Арлагуль   | деревня                      | →0        |
| 4 | Новощетниково    | деревня                      | ↘79       |
| 5 | Старощетниково   | деревня                      | ↘64       |